# بون ایر (آلاباما)
بون ایر شهری است در ایالت آلاباما در کشور آمریکا.

## مکان
بون ایر در موقعیت () قرار دارد.
با توجه به اطلاعات اداره آمار آمریکا مساحت آن در حدود ۳٫۴ کیلومترمربع است.

## مردم‌شناسی
با توجه به آمار سال ۲۰۰۰ جمعیت آن ۹۶ نفر، ۴۱ خانواده در آن ساکن هستند.
تعداد ۴۴ واحد خانه در هر مساحت تقریبی (۱۲،۹akm²) قرار دارد.
۱۸،۸% درصد از خانواده‌های فرزند زیر ۱۸ سال داشتند که از این تعداد ۴۸،۸% درصد زوج بوده و ۱۲،۲% درصد زنان بدون شوهر و ۳۹% درصد نیز غیر خانواده بودند.
متوسط درآمد یک خانواده در حدود ۳۶،۶۶۷ دلار آمریکا است و زنان درآمد متوسط ۳۰،۰۰۰ دلار آمریکا و مردان درآمد متوسط ۱۷،۰۸۳ دلار آمریکا بدست می‌آورند.